# 715. pehotna divizija (Wehrmacht)
715. pehotna divizija (izvirno nemško 715. Infanterie-Division; kratica 715ID) je bila pehotna divizija Heera v času druge svetovne vojne.

## Zgodovina
Divizija je bila ustanovljena 8. maja 1941 kot zasedbena divizija 15. vala. Med boji za Nettuno in Anzio je bila močno razbita, zaradi česar so jo 27. junija 1944 dopolnili z Senčno divizijo Wildflecken.
Ob koncu vojne je prešla v sovjetsko vojno ujetništvo.

## Vojna služba
| Datum         | Delovanje                    | Korpus             | Armada              | Armadna skupina         | Področje           |
| maj 1941      | v ustanavljanju              |                    |                     |                         | 4. vojaško okrožje |
| junij 1941    |                              | 65. armadni korpus | 7. armada           | Armadna skupina D       | Atlantski zid      |
| februar 1942  |                              | 31. armadni korpus | 7. armada           | Armadna skupina D       | Atlantski zid      |
| junij 1942    |                              | 80. armadni korpus | 1. armada           | Armadna skupina D       | Atlantski zid      |
| maj 1943      |                              | za posebne namene  | 1. armada           | Armadna skupina D       | Atlantski zid      |
| julij 1943    |                              | 83. armadni korpus | Armada Felber       | Armadna skupina D       | južna Francija     |
| avgust 1943   |                              | za posebne namene  | Armada Felber       | Armadna skupina D       | južna Francija     |
| oktober 1943  |                              | Korpus Kniess      | 19. armada          | Armadna skupina D       | Nica               |
| december 1943 |                              | za posebne namene  | 19. armada          | Armadna skupina D       | Nica               |
| februar 1944  |                              | 76. armadni korpus | 14. armada          | Armadna skupina C       | Anzio, Nettuno     |
| junij 1944    | reorganizacija in popolnitev |                    |                     | Armadna skupina C       | Genova             |
| avgust 1944   |                              | 51. armadni korpus | 10. armada          | Armadna skupina C       | Rimini             |
| november 1944 |                              | 76. armadni korpus | 10. armada          | Armadna skupina C       | Rimini             |
| februar 1945  |                              | 1. padalski korpus | 10. armada          | Armadna skupina C       | Rimini             |
| marec 1945    | v transportu                 |                    |                     | Armadna skupina C       | proti Pragi        |
| april 1945    |                              | 65. armadni korpus | 1. tankovska armada | Armadna skupina Sredina | Zgornja Šlezija    |
| maj 1945      |                              | 11. armadni korpus | 1. tankovska armada | Armadna skupina Sredina | Tábor              |

## Organizacija
1942
- 725. pehotni polk
- 735. pehotni polk
- 671. artilerijski bataljon
- 715. divizijske enote

1945
- 725. grenadirski polk
- 735. grenadirski polk
- 774. grenadirski polk
- 715. divizijski fusilirski bataljon
- 671. artilerijski polk
- 715. inženirski bataljon
- 715. divizijske enote

## Pripadniki
Divizijski poveljniki
| 1. | Generalmajor Ernst Wening              |  | (3. maj 1941 – 15. julij 1942)            |
| 2. | Generalporočnik Kurt Hoffmann          |  | (15. julij 1942 – 5. junij 1944)          |
| 3. | Generalporočnik Hans-Georg Hildebrandt |  | (5. junij 1944 – 1. julij 1944)           |
| 4. | Generalmajor Hanns von Rohr            |  | (1. julij 1944 – 18. september 1944)      |
| 5. | Generalmajor Hans-Joachim Ehlert       |  | (18. september 1944 – 30. september 1944) |
| 6. | Generalmajor Hanns von Rohr            |  | (30. september 1944 – 8. maj 1945)        |